# Coryphophylax brevicaudus
Coryphophylax brevicaudus là một loài thằn lằn trong họ Agamidae. Loài này được Harikrishnan, Vasudevan, Chandramouli, Choudhury, Dutta & Das mô tả khoa học đầu tiên năm 2012.